# Закка
Закка или Заккадон (осет. Захъхъайы дон) — река в России, протекает в южной части Алагирского района, Республики Северная Осетия-Алания. Устье реки находится в 4 км по правому берегу реки Нар. Длина реки составляет 27 км, площадь водосборного бассейна 169 км².

## Данные водного реестра
По данным государственного водного реестра России относится к Западно-Каспийскому бассейновому округу, водохозяйственный участок реки — Ардон. Речной бассейн реки — реки бассейна Каспийского моря междуречья Терека и Волги.
Код объекта в государственном водном реестре — 07020000112108200003139.